# ماریو مولر
ماریو مولر (انگلیسی: Mario Müller؛ زادهٔ ۱۶ ژانویهٔ ۱۹۹۲) بازیکن فوتبال اهل آلمان است.